# Newark (Vermont)
Newark ist eine Town im Caledonia County des Bundesstaates Vermont in den Vereinigten Staaten mit 584 Einwohnern (laut Volkszählung des Jahres 2020).

## Geografie

### Geografische Lage
Newark liegt im Norden des Caledonia Countys, in den Green Mountains. Der Passumpsic River durchfließt die Town in südlicher Richtung. In ihn münden weitere kleinere Bäche und Flüsse. Es gibt mehrere kleine Seen auf dem Gebiet der Town, der Größte ist der Newark Pond im Westen, auch der zentral gelegene Center Pond ist relativ groß. Die Oberfläche der Town ist hügelig, die höchste Erhebung ist der 648 m hohe Packer Mountain.

### Nachbargemeinden
Alle Entfernungen sind als Luftlinien zwischen den offiziellen Koordinaten der Orte aus der Volkszählung 2010 angegeben.
- Norden: Brighton, 7,5 km
- Osten: Ferdinand, 16,7 km
- Südosten: East Haven, 15,1 km
- Süden: Burke, 4,2 km
- Südwesten: Sutton, 11,0 km
- Nordwesten: Westmore, 9,5 km

### Klima
Die mittlere Durchschnittstemperatur in Newark liegt zwischen −9,44 °C (15 °Fahrenheit) im Januar und 20,0 °C (68 °Fahrenheit) im Juli. Damit ist der Ort gegenüber dem langjährigen Mittel der USA um etwa 9 Grad kühler. Die Schneefälle zwischen Mitte Oktober und Mitte Mai liegen mit mehr als zwei Metern etwa doppelt so hoch wie die mittlere Schneehöhe in den USA. Die tägliche Sonnenscheindauer liegt am unteren Rand des Wertespektrums der USA, zwischen September und Mitte Dezember sogar deutlich darunter.

## Geschichte
Der Grant für Newark wurde am 6. November 1780 durch die Vermont Republic ausgerufen. Er wurde am 15. August 1781 an William Wall und weitere vergeben. Der Grant umfasste die übliche Größe von 23.040 Acre (9324 Hektar). Die Besiedlung startete um 1800. Einige der Nehmer des Grants waren auch Begünstigte des Grants von Lyndon.
Newark ist eine der wenigen Towns in Vermont, bei der kaum bekannt ist, wie der Name entstanden ist. Da das Gebiet der Town weder von den größeren Straßen Vermonts erschlossen, noch von der Eisenbahn erreicht wurde, entwickelte sich Newark nur sehr zögerlich, mit nur wenigen Einwohnern.

### Einwohnerentwicklung
| Volkszählungsergebnisse – Town of Newark | Volkszählungsergebnisse – Town of Newark | Volkszählungsergebnisse – Town of Newark | Volkszählungsergebnisse – Town of Newark | Volkszählungsergebnisse – Town of Newark | Volkszählungsergebnisse – Town of Newark | Volkszählungsergebnisse – Town of Newark | Volkszählungsergebnisse – Town of Newark | Volkszählungsergebnisse – Town of Newark | Volkszählungsergebnisse – Town of Newark | Volkszählungsergebnisse – Town of Newark |
| Jahr                                     | 1800                                     | 1810                                     | 1820                                     | 1830                                     | 1840                                     | 1850                                     | 1860                                     | 1870                                     | 1880                                     | 1890                                     |
| ---------------------------------------- | ---------------------------------------- | ---------------------------------------- | ---------------------------------------- | ---------------------------------------- | ---------------------------------------- | ---------------------------------------- | ---------------------------------------- | ---------------------------------------- | ---------------------------------------- | ---------------------------------------- |
| Einwohner                                | 8                                        | 88                                       | 154                                      | 257                                      | 360                                      | 434                                      | 567                                      | 593                                      | 679                                      | 536                                      |
| Jahr                                     | 1900                                     | 1910                                     | 1920                                     | 1930                                     | 1940                                     | 1950                                     | 1960                                     | 1970                                     | 1980                                     | 1990                                     |
| Einwohner                                | 500                                      | 415                                      | 364                                      | 301                                      | 242                                      | 192                                      | 151                                      | 144                                      | 280                                      | 354                                      |
| Jahr                                     | 2000                                     | 2010                                     | 2020                                     | 2030                                     | 2040                                     | 2050                                     | 2060                                     | 2070                                     | 2080                                     | 2090                                     |
| Einwohner                                | 470                                      | 581                                      | 584                                      |                                          |                                          |                                          |                                          |                                          |                                          |                                          |

## Kultur und Sehenswürdigkeiten

### Parks
Der Newark Pond im Westen der Town wird vom Vermont Fish & Wildlife Department verwaltet. Er ist als Angelrevier beliebt, mit einem guten Bestand an Barsch und Forelle.

## Wirtschaft und Infrastruktur

### Verkehr
Die Vermont State Route 114 verläuft in nordsüdlicher Richtung durch den Osten der Town. Sie verbindet Newark mit Island Pond im Norden und Lyndon im Süden. Durch die südwestliche Ecke verläuft die Vermont State Route 5A von Westmore im Nordwesten nach Burke im Süden.

### Öffentliche Einrichtungen
Es gibt in Newark kein Krankenhaus. Das nächstgelegene ist das Northeastern Vermont Regional Hospital in St. Johnsbury.

### Bildung
Newark gehört mit Burke, Lyndon, Sutton und Sheffield zur Caledonia North Supervisory Union. In Newark bietet die Newark Street School für etwa 70 Schulkinder Klassen von Kindergarten bis zum achten Schuljahr an. Zur Schule gehört eine angeschlossene Schulbücherei, die Newark Street School Library. Die nächstgelegenen öffentlichen Bibliotheken finden sich in Barton, Glover und Island Pond.

## Persönlichkeiten

### Persönlichkeiten, die vor Ort gewirkt haben
- Claire Van Vliet (* 1939), Künstlerin und Illustratorin